# ناتالي غريغوري
ناتالي غريغوري (بالإنجليزية: Natalie Gregory)‏ هي ممثلة أمريكية، ولدت في 20 أكتوبر 1975.

## أعمال

### أفلام
- (1985) أليس في بلاد العجائب
- (1988) أوليفر وشركاه[3][4][5][6]

## وصلات خارجية
- ناتالي غريغوري على موقع IMDb (الإنجليزية)
- ناتالي غريغوري على موقع ألو سيني (الفرنسية)
- ناتالي غريغوري على موقع أول موفي (الإنجليزية)
- ناتالي غريغوري على موقع قاعدة بيانات الفيلم (الإنجليزية)
- ناتالي غريغوري على موقع كينوبويسك (الروسية)